# Jigyel Ugyen Wangchuck
Dasho Jigyel Ugyen Wangchuck, född 6 juli 1984, son till Jigme Singye Wangchuck, prins av Bhutan.